# Klopffestigkeit
Die Klopffestigkeit ist die Eigenschaft des verwendeten Treibstoffes (Benzin, Gas), in einem Ottomotor nicht unkontrolliert durch Selbstentzündung zu verbrennen („Klopfen“), sondern ausgelöst durch den Zündfunken, die Einspritzung oder Kompression.
Beim Ottomotor ist wegen der Schonung der Gleitlager und aller anderen Bauteile eine von der Zündkerze oder Einspritzdüse ausgehende, kontinuierlich wandernde Flammenfront erwünscht. Beim Klopfen explodiert ein großer Teil des Gemisches fast gleichzeitig. Das Klopfen entsteht oft bei Motoren mit einer hohen Verdichtung.
Die Klopffestigkeit wird bei Benzin durch die Oktanzahl und bei gasförmigen Treibstoffen durch die Methanzahl ausgedrückt.

## Klopfen des Motors
Das Klopfen im Motor ist eine Frühzündung des Benzin-Luftgemisches. Durch die Verdichtung und die Wärme in den Zylindern des Ottomotors kann es zu vorzeitigen Selbstzündungen des Benzin-Luft-Gemisches kommen (= Klopfen). Unverzweigte Kohlenwasserstoffe neigen zu dieser Frühzündung, während verzweigte und ungesättigte Kohlenwasserstoffe sowie Aromaten eine relativ hohe Klopffestigkeit besitzen.
Früher wurden dem Benzin zur Erhöhung der Klopffestigkeit bleihaltige, metallorganische Verbindungen wie Bleitetraethyl zugesetzt („verbleites Benzin“). Bei der Verbrennung zersetzte sich die Bleiverbindung großteils thermisch, wobei Bleistaub in den Abgasen freigesetzt wurde. Im Gegensatz zum verbrannten, unlöslichen PbO2 ist das unverbrannte Tetraethylblei löslich, sehr bioaktiv und dadurch auch bei Kurzzeiteinwirkung in geringen Mengen schädlich. Trotzdem wurde erst ab dem Jahr 1985 auf diesen Zusatz verzichtet. Im Jahr 2000 wurde es EU-weit verboten, da es auch die Funktion von Katalysatoren beeinträchtigt.
Ältere Sportwagen hatten durch das bleifreie Benzin Korrosionsprobleme an den Ventilsitzen. Der Bleibelag wirkte schützend. Schon vor dem Bleiverbot hatte man aber korrosionsfeste Ventilstähle entwickelt. Für ältere Fahrzeuge im Straßenverkehr sind noch Bleiadditive erhältlich.